# アメリカ合衆国労働省
アメリカ合衆国労働省（アメリカがっしゅうこくろうどうしょう、英: United States Department of Labor、略称: DOL）は、アメリカの行政機関のひとつ。労働政策を実施する。
1913年に商務労働省の労働分野を分離し、労働省が設立された。
日本でいう厚生労働省に相当する。

## 関連法
- 公正労働基準法